# Chance the Rapper
Chancelor Jonathan Bennett (nascido em 16 de abril de 1993), mais conhecido pelo seu nome artístico Chance the Rapper, é um rapper, cantor e produtor musical americano. Em 2013, começou a ganhar reconhecimento após o lançamento de seus dois primeiros álbuns independentes.

## 1993-2010: Início de carreira
Bennett começou a mostrar interesse pela música em uma idade jovem, e em seu primeiro ano do ensino médio
em Chicago Jones, formou uma dupla de rap com seu amigo. Época em que alguns de seus professores ridicularizavam
Chance ao pensar em se tornar um músico. Depois de uma suspensão de 10 dias na Primavera de 2011, durante seu último ano,
Bennett lançou seu primeiro album independente intitulada de 10 Days, que alcançou mais de 100.000 cópias baixadas.
Bennett lançou seu segundo album indepedente intitulado ''Acid Rap'' em 30 de abril de 2013. Em Datpiff foi disco de platina por ter sido baixado mais de 250.000 downloads.
A mixtape tem participações de Twista e outros grandes nomes do rap norte-americano. No Metacritic, o álbum recebeu uma pontuação média de 86, com base em 20 críticos, o que indica "universal acclaim" ("aclamação universal"). Ele também foi nomeado para Melhor Mixtape em 2013 na BET Hip Hop Awards.
Em 2014, participou do single do cantor Justin Bieber "Confident".

## Discografia
- 10 Day (2012)
- Acid Rap (2013)
- Surf (SOX)
- Coloring Book (2016)
- The Big Day (2019)